# Produktywność ekosystemu
Produktywność ekosystemu jest to ilość substancji jaka produkowana jest w jednostce czasu lub intensywności magazynowania energii w związkach organicznych.

## Podział produktywności
- Produktywność pierwotna – stanowi tempo z jakim producenci przekształcają energię słoneczną w procesie fotosyntezy
  - Produktywność pierwotna brutto – Jest to całość energii chemicznej wytworzonej przez autotrofy na jednostkę powierzchni w jednostce czasu. Nie wyłączając tego co roślina zużywa na procesy życiowe.
  - Produktywność pierwotna netto – mierzona tempem magazynowania materii organicznej w tkankach roślinnych bez materii wykorzystywanej na oddychanie. Jest to produkcja brutto (A), czyli asymilacja, pomniejszona o straty związane z oddychaniem (R). Przyrost masy roślin: P= A-R.

W przyrodzie czysta produkcja pierwotna stanowi 50 – 90% ogólnej produkcji pierwotnej. Wyprodukowane substancje roślinne są źródłem pokarmu dla heterotrofów.
- Produktywność wtórna – szybkość, z jaką konsumenci wykorzystają materię i energię producenta do produkcji swojej biomasy.
  - Produktywność wtórna netto – przyrost biomasy konsumenta, którą można zaobserwować.
  - Produktywność wtórna brutto – rzeczywisty przyrost biomasy konsumenta, z uwzględnieniem strat na koszty utrzymania.

## Przykład spadku produktywności ekosystemu
- Zwykle działalność człowieka na bagnistym terenie wiąże się z melioracją, rozumianą jako odwodnienie terenów (głównie pod rolnictwo). Melioracje powodują nieodwracalne następstwa. Wskutek odwodnienia gleb torfowych dochodzi do ich pustynnienia. Pustynnienie są to bezpowrotne straty przyswajalnych związków azotowych, oznaczające degradację biotycznego siedliska. Powszechne melioracje wykorzystywanie w rolnictwie oraz stosowana na szeroką skalę niekontrolowana eksploatacja złóż torfowych w niedalekiej przyszłości może doprowadzić do często nieodwracalnych zmian w ekosystemach naturalnych. Konsekwencje zachodzących procesów mogą być dalekosiężne, gdyż bagniste łąki, zwłaszcza na torfowiskach, w takich warunkach przestają pełnić funkcję naturalnych zbiorników retencyjnych i regulatorów odpływu wód z terenu, co prowadzi do zakłócenia bilansu wodnego w siedliskach oraz obniżenia produktywności ekosystemów lądowych.